# Panorama City
Panorama City è un quartiere (neighborhood) della città di Los Angeles (California), situato nella San Fernando Valley. 
È abitata principalmente da giovani, l'età media è infatti di 30 anni, e più della metà della popolazione e di origine ispanico-latina, in particolare filippini e messicani. 
È stata la prima comunità progettata della San Fernando Valley, stabilita nel secondo dopo guerra grazie a un boom immobiliare e al trasferimento di molti residenti illustri nella zona. 
Panorama City ha tre licei, due centri ricreativi, una casa anziani, una pista da pattinaggio, due ospedali ed una camera di commercio.

## Geografia
Panorama City confina con Mission Hills a nord, Arleta a nord-est, Sun Valley ad est, Valley Glen a sud-est, Van Nuys a sud e North Hills a ovest.
A Nord-est è toccata dalla Interstate 5 che corre lungo tutta la costa pacifica.

## Curiosità
È la città natale di Mike Shinoda.